# Diaspis australis
Diaspis australis är en insektsart som beskrevs av Hempel 1900. Diaspis australis ingår i släktet Diaspis och familjen pansarsköldlöss. Inga underarter finns listade i Catalogue of Life.